# Marcus Ellis
Marcus Ellis (født 14. september 1989 i Huddersfield) er en britisk badmintonspiller.
Han vandt olympisk bronze i mændenes double i forbindelse med de olympiske badmintonturneringer i 2016 i Rio de Janeiro.